# Prison Break
(Tagline)
Prison Break è una serie televisiva statunitense ideata da Paul Scheuring e prodotta da Fox.
È ambientata inizialmente nel carcere di Fox River, Joliet (Illinois), Chicago e Washington, in seguito in vari stati del territorio statunitense, in Messico e a Panama, per concludere a Los Angeles e Miami. La quinta stagione è ambientata a Sana'a, nello Yemen e si conclude a New York. Ingegno, azione, thriller e suspense caratterizzano la serie, a cui fa da sfondo un complesso retroscena di fantapolitica.
Creata e co-prodotta da Paul Scheuring, Prison Break è una produzione di Adelstein-Parouse in collaborazione con Original Television e 20th Century Fox Television.
Sei anni dopo il termine della quarta stagione, nel mese di agosto 2015 la Fox ha annunciato di aver ordinato la produzione di una miniserie sequel, una quinta stagione che è stata trasmessa dal 4 aprile al 30 maggio 2017.
Il 4 gennaio 2018 il presidente della divisione Entertainment della Fox Michael Thorn ha annunciato la produzione della sesta stagione, tuttavia da allora nel web si sono susseguite informazioni contrastanti sul suo effettivo stato di sviluppo. Oltretutto il protagonista Miller l'8 novembre 2020 ha annunciato di non voler più interpretare ruoli eterosessuali. 

## Trama

### Prima stagione
Quando Lincoln Burrows viene accusato di aver ucciso Terrence Steadman, il fratello del Vicepresidente degli Stati Uniti, viene condannato a morte e incarcerato nel Penitenziario di Stato di Fox River.
Suo fratello, un brillante ingegnere strutturale Michael Scofield (ha mantenuto il cognome da nubile della madre), è convinto della sua innocenza e finge una rapina in banca per essere arrestato e incarcerato nella stessa prigione dove è rinchiuso il fratello.
In carcere Michael finge di soffrire di diabete di tipo 1 e si lega di proposito alla dottoressa Sara Tancredi, al fine di ottenere l'accesso all'infermeria della prigione e guadagnarsi una via di uscita. Nel frattempo, all'esterno della prigione, l'avvocato Veronica Donovan investiga sui giochi di potere che hanno portato Lincoln nel braccio della morte.
Scopre quindi che il vicepresidente tiene prigioniero suo fratello in una casa nel Montana e vi si reca per indagare trovando realmente Terrence Steadman. I fratelli, insieme ad altri sei detenuti, Fernando Sucre, Theodore "T-Bag" Bagwell, Benjamin Miles "C-Note" Franklin, David "Tweener" Apolskis, John Abruzzi e Charles "Haywire" Patoshik, scappano di prigione nell'ultimo episodio, non riuscendo però a prendere l'aereo.

### Seconda stagione
La seconda stagione inizia otto ore dopo la fuga, concentrandosi in particolare sui fuggitivi. Veronica, convinta di poter liberare Terrence Steadman dalla sua prigionia, chiama la polizia ma i due vengono invece raggiunti da agenti dell'FBI che la uccidono a sangue freddo, proprio mentre la donna è al telefono con Lincoln. Dopo la morte di Veronica i due fratelli sono intralciati da agenti sotto copertura, membri di un'organizzazione nota come la "Compagnia" tra i quali Paul Kellerman. Questa infatti incastrò Lincoln a causa di suo padre, Aldo Burrows, che aveva avuto connessioni con la Compagnia e ne aveva sottratto dei dati importanti. I fuggitivi si dividono e viaggiano verso luoghi diversi, per raggiungere ognuno un proprio obiettivo. Brad Bellick viene licenziato dalla prigione e inizia a inseguire per conto suo i detenuti per la taglia in denaro. Molti dei fuggitivi si riuniscono per cercare insieme una grossa somma di denaro nascosta molto tempo prima da Charles Westmoreland. All'agente federale Alexander "Alex" Mahone viene assegnato l'incarico di rintracciare e catturare gli otto fuggitivi. Viene rivelato che Mahone lavora in realtà per la Compagnia, che vuole gli otto uomini morti. Quando Sara scopre che suo padre, il Governatore Frank Tancredi, è morto, si incontra con Michael e si unisce ai fratelli nel tentativo di rovesciare l'attuale Presidente, un membro della Compagnia. Per assicurare la salvezza ai fratelli, Sara si fa arrestare e affronta il processo. Durante il processo, la testimonianza dell'ex agente segreto Paul Kellerman, che lavorava per la Compagnia, assolve Lincoln e Sara. Tweener, Haywire e Abruzzi vengono uccisi da Mahone, mentre C-Note finisce insieme alla sua famiglia nel programma "protezione testimoni", tuttavia i fratelli riescono a raggiungere Panama. Michael, T-Bag, Mahone e Bellick vengono infine arrestati dalle autorità panamensi e incarcerati nel Penitenziario Federale di Sona.

### Terza stagione
La terza stagione segue Michael all'interno di Sona e Lincoln al di fuori, a Panama. Sona è una prigione che viene gestita dagli stessi detenuti, da quando, un anno prima, le guardie sono state cacciate nel perimetro esterno in seguito a una rivolta. Burrows viene contattato da Gretchen Morgan (un'agente della Compagnia operativa a Panama), che ha rapito suo figlio L.J. e Sara Tancredi, la donna amata da Michael. Per il loro rilascio, la Compagnia vuole che Michael faccia scappare da Sona un uomo di nome James Whistler. Michael, aiutato da suo fratello e Sucre (fuori dal carcere), inizia a organizzare un piano di fuga. Quando Lincoln tenta di salvare Sara e L.J. seguendo una traccia lasciata dalla stessa Sara, Gretchen dice di aver decapitato la donna e manda a Lincoln la sua testa in una scatola. Michael e Whistler riescono infine a scappare, lasciandosi indietro altri complici, tra cui T-Bag e Bellick. Sucre viene scoperto ad aiutare i fuggitivi e imprigionato a Sona. LJ e Sofia, la moglie di Whistler, sono scambiati per Whistler, e Michael va in cerca di vendetta per la morte di Sara.

### Quarta stagione
Michael riesce a scovare Gretchen e Whistler a Los Angeles, ma non fa in tempo a farsi dire dai due tutto ciò che è successo a Sara. Nel frattempo, oltre a Michael, vengono pian piano arrestati tutti gli altri: Lincoln viene incastrato dalla compagnia a Panama, Mahone al ritorno a casa assiste a un tragico evento personale (sempre per mezzo della Compagnia), Sucre e Bellick vengono arrestati dalla polizia di frontiera dopo essere scappati da un incendio doloso che ha distrutto il carcere di Sona, provocato da T-Bag: quest'ultimo intanto, si approprierà dell'identità di Whistler, avendo in possesso il suo famoso libretto, e spacciandosi per un certo Cole Pfeiffer. L'agente della Sicurezza Nazionale Don Self, recluta i protagonisti per costituire una squadra e ottenere un oggetto chiamato "Scylla", a patto che successivamente venga data loro la totale libertà da ogni accusa. Viene successivamente rivelato che Scylla contiene informazioni su un'avanzata cella di energia e che è posseduta da un certo Jonathan Krantz, chiamato da tutti i suoi sottoposti come "Il Generale". In realtà è proprio lui il capo supremo dell'intera Compagnia ed è proprio lui ad aver causato tutti gli eventi accaduti finora, nel corso delle precedenti stagioni. Nella prima parte della stagione, la squadra riesce ad entrare in possesso di Scylla, irrompendo nel quartier generale della Compagnia e rubandola. Viene rivelato che Sara è ancora viva, mentre Bellick muore per una buona causa. Self si rivela essere un agente doppiogiochista che ha intenzione di vendere Scylla al miglior offerente: infatti, non appena ottenuto il marchingegno, scappa via lasciando i fratelli e gli altri con carte false, e mettendoli in grave difficoltà. Riluttante, Lincoln decide di unirsi alla Compagnia per recuperare il prezioso oggetto, mentre invece Michael accetta di farsi operare dai medici dell'organizzazione capitanata dal generale Krantz quando scopre di soffrire per un amartoma nell'ipotalamo. Michael scopre che sua madre, Christina Rose Scofield, è ancora viva ed è un'agente della Compagnia.

### The Final Break
Gli eventi seguono la trama della quarta stagione, posizionandosi prima del flashforward. Sara viene incarcerata nel Penitenziario di Miami-Dade per aver ucciso Christina, dove ritrova Gretchen. Il Generale, incarcerato nell'ala maschile insieme a T-Bag, offre 100.000 dollari di ricompensa per la sua morte. Michael organizza un piano per farla evadere con l'aiuto di Lincoln, Sucre e Alex.

### Quinta stagione
Sette anni dopo l'ultima evasione, avvenuta il 4 novembre 2005, Lincoln riceve da T-Bag degli indizi che farebbero credere che Michael, da tutti creduto morto proprio durante l'ultima evasione, sarebbe invece ancora vivo e si troverebbe imprigionato ad Ogygia, un carcere dello Yemen, paese in cui è in corso una guerra civile. Nel frattempo da 3 - 4 anni Sara si è sposata di nuovo, con Jacob Anton Ness, un professore di economia specializzato nella teoria dei giochi e insieme al quale ha cresciuto Mike, il figlio avuto con Michael. Quando Lincoln le mostra la foto che ritrarrebbe Michael vivo a fianco di una finestra, lei crede che si tratti solo di un fotomontaggio. Lincoln invece è deciso a recarsi ad Ogygia, e per farlo chiede aiuto a C-Note, che nel frattempo si è convertito all'Islam e sa molte cose sulle condizioni pericolose del Medio Oriente. Lui inoltre informa Sucre, che fornirà il suo aiuto alla squadra più in là nel tempo. Scopo di tutto è sia far evadere Michael dal carcere sia farlo uscire dallo Yemen e tornare negli Stati Uniti, dove lo stesso Michael potrà mettere a punto un piano per far arrestare e incarcerare Poseidone (Jacob Ness), ex-agente della CIA autore di un ricatto a causa del quale Michael sette anni prima ha dovuto far credere a tutti di essere morto.

## Episodi
| Stagione         | Episodi | Prima TV originale | Prima TV Italia |
| ---------------- | ------- | ------------------ | --------------- |
| Prima stagione   | 22      | 2005-2006          | 2006            |
| Seconda stagione | 22      | 2006-2007          | 2007            |
| Terza stagione   | 13      | 2007-2008          | 2008            |
| Quarta stagione  | 24      | 2008-2009          | 2009            |
| Quinta stagione  | 9       | 2017               | 2017            |

## Personaggi e interpreti

### Personaggi principali
- Lincoln Burrows (stagioni 1-5), interpretato da Dominic Purcell, doppiato da Francesco Prando.
Viene rinchiuso nel carcere di Fox River in attesa della sua esecuzione essendo stato condannato alla pena di morte per l'omicidio di Terrence Steadman, il fratello della Vicepresidente USA Caroline Reynolds.
- Michael Scofield (stagioni 1-5), interpretato da Wentworth Miller, doppiato da Francesco Bulckaen.
Fratello minore di Lincoln e ingegnere edile, compie una finta rapina a mano armata in una banca per farsi rinchiudere anche lui a Fox River (con una condanna a 5 anni) per cercare di far evadere suo fratello grazie ad un elaboratissimo piano di evasione.
- Veronica Donovan, (stagione 1, guest 2) interpretata da Robin Tunney, doppiata da Francesca Fiorentini.
Ex-ragazza di Lincoln, avvocato di professione, cerca di scoprire la verità per vie legali. Non appena scopre dove è nascosto Terrence Steadman raggiunge il luogo ma lì viene uccisa da alcuni agenti della Compagnia.
- John Abruzzi, (stagioni 1-2) interpretato da Peter Stormare, doppiato da Rodolfo Bianchi.
Condannato all'ergastolo, è un boss mafioso italiano rinchiuso a Fox River ed è uno dei detenuti con maggior potere all'interno del carcere. Per il proprio piano d'evasione Michael ha bisogno di un aiuto da parte sua, per cui diventa uno degli otto fuggitivi. Viene ucciso dai federali di Mahone in La sfida continua, il quarto episodio della seconda stagione.
- Fernando Sucre, (stagioni 1-5) interpretato da Amaury Nolasco, doppiato da Fabio Boccanera.
Condannato a 5 anni per rapina aggravata, è il detenuto che Michael si ritrova come compagno di cella e quindi diventa uno degli otto fuggitivi e il migliore amico di Michael.
- Lincoln "L.J." Burrows Jr. (stagioni 1-2, guest 3-4) interpretato da Marshall Allman, doppiato da Andrea Mete.
Figlio di Lincoln e Lisa Rix, e nipote di Michael.
- Bradley "Brad" Bellick, (stagioni 1-4) interpretato da Wade Williams, doppiato da Massimo Corvo.
Capo degli ufficiali di guardia di Fox River. Durante la seconda stagione si ritrova lui stesso a venir incarcerato lì, anche se solo per poco tempo. In Vincitori e vinti, il nono episodio della quarta stagione, sceglie di sacrificare la propria vita durante l'operazione di recupero di Scylla.
- Paul Kellerman, (stagioni 1-2 e 5, guest 4) interpretato da Paul Adelstein, doppiato da Teo Bellia.
Agente dei Servizi Segreti, riceve dalla Vicepresidente USA Caroline Reynolds l'incarico di progettare il "caso Burrows" e di fare in modo che niente e nessuno ostacoli la condanna a morte di Lincoln. Durante la seconda stagione viene estromesso e così decide di allearsi con i due fratelli e aiutarli nella loro fuga. In Il dilemma del prigioniero, il quarto episodio della quinta stagione, viene ucciso da uno dei sicari di Poseidone.
- Theodore "T-Bag" Bagwell, (stagioni 1-5) interpretato da Robert Knepper, doppiato da Loris Loddi.
Frutto dell'incesto da parte di suo padre ai danni della sorella, è condannato all'ergastolo per reati di ogni tipo ed è uno dei detenuti più temuti all'interno di Fox River. È uno degli otto fuggitivi. Il personaggio compare anche nel terzo episodio della serie Breakout Kings.
- Benjamin Miles "C-Note" Franklin, (stagioni 1-2 e 5, guest 4) interpretato da Rockmond Dunbar, doppiato da Stefano Mondini.
Detenuto a Fox River per possesso di beni rubati. Scopre che Michael sta organizzando un'evasione e gli fa capire che vuole farne parte, altrimenti avrebbe informato le guardie. Diventa così uno degli otto fuggitivi. Durante la quinta stagione viene contattato da Lincoln perché quest'ultimo vuole recarsi nello Yemen per scoprire se Michael è ancora vivo e si trova lì, se non che si tratta di un paese di cui non sa nulla e in cui è in corso una guerra civile.
- Sara Tancredi, (stagioni 1-2 e 4-5) interpretata da Sarah Wayne Callies, doppiata da Chiara Colizzi.
Orfana di madre e figlia unica del Governatore dell'Illinois, Frank Tancredi, è la dottoressa dell'infermeria di Fox River. Essendo l'infermeria una parte del piano d'evasione in quanto l'anello più debole del carcere, Sara diventa suo malgrado una persona sempre più coinvolta nel piano d'evasione, fino a diventare complice a tutti gli effetti a causa di un "errore" che Michael arriva a chiederle di commettere. Nel corso della serie tra i due si svilupperà anche un legame sentimentale che, durante la quarta stagione, porterà Sara a restare incinta, e all'inizio di The Final Break, porterà i due a sposarsi.
- Alexander "Alex" Mahone, (stagioni 2-4) interpretato da William Fichtner, doppiato da Luca Ward e Fabrizio Pucci.
Agente dell'FBI, viene nominato per la caccia all'uomo degli "8 di Fox River". Alla fine della seconda stagione verrà incastrato da Scofield e incarcerato assieme a quest'ultimo nel Penitenziario di Sona, a Panama, dal quale riuscirà ad evadere alla fine della terza stagione, sempre assieme a Michael. Durante la quarta stagione fa parte della squadra che vuole recuperare Scylla. In The Final Break aiuterà i due fratelli a far evadere Sara dal carcere femminile. All'inizio si presenta come la nemesi ideale di Michael e Lincoln, ma gli eventi lo faranno diventare uno dei loro migliori amici.
- James Whistler, (stagione 3, guest 4) interpretato da Chris Vance, doppiato da Gaetano Varcasia.
Detenuto a Sona. Su un suo libretto tascabile ha annotato delle informazioni che interessano alla Compagnia, per cui questa fa in modo che Michael venga rinchiuso a Sona per farlo evadere. Viene ucciso a Los Angeles dal killer Wyatt Mathewson nel primo episodio della quarta stagione.
- Norman "Lechero" St. John, (stagione 3) interpretato da Robert Wisdom, doppiato da Paolo Marchese.
Capo dei detenuti di Sona. Col tempo, i tentativi di evasione di Michael porteranno i detenuti a sospettare di lui, tanto da convincerlo ad allearsi con Michael stesso per pianificare un'evasione, anche se poi verrà scoperto dalle guardie e colpito da alcuni spari non mortali. Viene ucciso invece da T-Bag, che lo soffoca con un cuscino in L'arte del trattare, il 13º ed ultimo episodio della terza stagione.
- Sofia Lugo, (stagioni 3-4) interpretata da Danay García, doppiata da Connie Bismuto.
Fidanzata di Whistler, ma lo lascia poco dopo essere riuscito ad evadere, avendo scoperto che lui le ha nascosto la verità su chi sia veramente. Quasi subito dopo diventa la fidanzata di Lincoln.
- Gretchen Louise Morgan / Susan B. Anthony, (stagioni 3-4) interpretata da Jodi Lyn O'Keefe, doppiata da Laura Romano.
Agente della Compagnia, che si occupa dei fratelli durante la "questione Sona" tenendo in ostaggio Sara Tancredi e il figlio di Lincoln.
- Donald "Don" Self, (stagione 4) interpretato da Michael Rapaport, doppiato da Vittorio Guerrieri.
Agente della Sicurezza nazionale. Sa che è possibile porre fine alla Compagnia impossessandosi del suo "libro nero", denominato Scylla. In passato ci ha provato con Aldo Burrows, il padre dei due fratelli, e poi con Whistler. Infine propone quest'impresa ai due fratelli, che inizialmente rifiutano, ma poi, scoprendo che la Compagnia li vuole uccidere, accettano l'incarico e formano una squadra, che però dovrà operare nella totale segretezza, tanto che legalmente risulteranno essere invece rinchiusi in un carcere. Come compenso dell'eventuale successo dell'operazione, Self promette a tutti la libertà.
- Jacob Anton Ness, (stagione 5) interpretato da Mark Feuerstein, doppiato da Alessio Cigliano.
Professore di economia specializzato nella teoria dei giochi che diventa marito di Sara tre anni dopo la presunta morte di Michael. La sua vera identità è quella di un ex-agente della CIA, che si è creduto più intelligente dei suoi colleghi e così ha dato vita ad una cellula segreta chiamata 21 Void per poter operare da solo col nome di Poseidone. Michael ha dovuto fingere la propria morte a causa di un suo ricatto, ossia venir messi tutti all'ergastolo, ma lo stesso Michael riesce a costruire le prove per farlo condannare e ottenere dalla CIA la propria libertà.
- Sheba, (stagione 5) interpretata da Inbar Lavi, doppiata da Benedetta Degli Innocenti.
Leader della resistenza contro l'ISIL nello Yemen. Amica di C-Note, diventa il nuovo interesse amoroso di Lincoln.
- David "Whip" Martin, (stagione 5) interpretato da Augustus Prew, doppiato da Gabriele Lopez.
Compagno di cella di Michael e figlio illegittimo di T-Bag. Ha collaborato per anni con Michael, anche lui per Poseidone. Rimane ucciso nel nono ed ultimo episodio della quinta stagione a causa di Emily Blake.

### Personaggi secondari
- Aldo Burrows, (stagioni 1-2) interpretato da Anthony Denison, doppiato da Dario Penne. 
Padre di Michael e Lincoln, è la causa principale per la quale la Compagnia decide di prendere di mira Lincoln, accusandolo di aver ucciso Terrence Steadman, fratello della vicepresidente Caroline Reynolds, per ottenere che venga condannato a morte, sperando che questo convinca Aldo ad uscire allo scoperto. Egli infatti era stato assunto dalla Compagnia ma quando ha scoperto la verità sulle sue operazioni l'ha abbandonata e ha cercato un modo per distruggerla. Nella seconda stagione, mentre i due figli sono in fuga, Aldo incontra Lincoln nel 10º episodio, e nell'11° viene portato da Michael. Quando l'agente Mahone scopre di che luogo si tratta li raggiunge e li trova nel 12º episodio, in cui tenta di ucciderli, ma è invece Aldo a restare colpito, e a morire poco dopo.
- Otto Fibonacci, interpretato da Roderick Peeples
- David "Tweener" Apolskis, (stagioni 1-2) interpretato da Lane Garrison, doppiato da Marco Vivio.
Detenuto a Fox River. Borsaiolo e ladro di orologi, viene condannato a 5 anni per rapina aggravata perché, a sua insaputa, tra alcune semplici figurine da baseball rubate ce n'era una rarissima da 300.000 $. È uno degli otto fuggitivi. Viene ucciso da Mahone in Fantasmi del passato, il settimo episodio della seconda stagione.
- Charles "D.B.Cooper" Westmoreland, (stagione 1, guest 4) interpretato da Muse Watson, doppiato da Nino Prester.
Detenuto a Fox River. Si tratta di una persona che rientra nel piano d'evasione di Michael, avendo nascosto in un sito dello Utah il bottino di un furto, pari a 5 milioni di $. Diventa quindi parte dell'evasione, se non che muore in infermeria per dissanguamento, causato da una ferita che si è procurato durante una lotta con Bellick. Il personaggio fa ritorno in un sogno di Michael in Tuffo nel passato, il 15º episodio della quarta stagione.
- Nick Savrinn, (stagione 1) interpretato da Frank Grillo, doppiato da Mauro Gravina.
Avvocato dell'Associazione "Progetto Giustizia". Si offre volontariamente di aiutare Lincoln, assieme a Veronica Donovan. Viene ucciso da uno dei scagnozzi di John Abruzzi, dopo che rivela a quest'ultimo che Veronica è andata molto lontana e che quindi non riusciranno a trovarla.
- Charles "Haywire" Patoshik, (stagioni 1-2, guest 3) interpretato da Silas Weir Mitchell, doppiato da Christian Iansante.
Detenuto nella sezione psichiatrica di Fox River per omicidio di secondo grado. Ha un'incredibile memoria visiva e riesce a capire che nei tatuaggi di Michael è nascosto un percorso, e ne diventa ossessionato. È uno degli otto fuggitivi, muore suicida nel sedicesimo episodio della seconda stagione.
- Henry Pope, (stagioni 1-2) interpretato da Stacy Keach, doppiato da Saverio Moriones.
Direttore del carcere di Fox River nella prima stagione.
- William "Bill" Kim, (stagione 2) interpretato da Reggie Lee, doppiato da Emiliano Coltorti.
Agente della Compagnia e inferiore del generale Krantz. Viene ucciso da Sara Tancredi che gli spara nello stomaco per salvare Lincoln e Michael, nel finale della seconda stagione.
- Generale Jonathan Krantz, (stagioni 2-4) interpretato da Leon Russom, doppiato da Sergio Tedesco.
Capo della Compagnia. Diretto superiore dell'Agente Bill Kim. Ha avuto una relazione con Gretchen Morgan, da cui ha avuto Emily, una figlia che Gretchen ha affidato a sua sorella sapendo di non essere adatta a fare la madre. Emily la chiama zia. Inoltre è padre di Lisa Tabak, che lavora per la Compagnia. Viene arrestato nell'ultimo episodio della stagione 4 e giustiziato sulla sedia elettrica 4 anni dopo.
- McGrady, (stagione 3) interpretato da Carlo Alban, doppiato da Simone Crisari.
È un detenuto di Sona. Sin da subito allaccia buoni rapporti con Michael e lo aiuterà diverse volte durante la sua detenzione nel carcere panamense. Evaderà da Sona nel finale della terza stagione, assieme a Michael, Mahone e Whistler, raggiungendo così la sua famiglia in Colombia.
- Wyatt Mathewson, (stagione 4) interpretato da Cress Williams, doppiato da Massimo Bitossi.
È un freddo killer professionista senza pietà. Viene incaricato da "Il Generale" di uccidere diverse persone, a cominciare da Michael, Lincoln, Sara e i loro amici. L'omicidio del figlio di Alexander Mahone, Cameron, gli costerà però la vita per vendetta dello stesso Mahone, attuata in Vincitori e vinti, il nono episodio della quarta stagione.
- Trishanne/Miriam Hultz, (stagione 4) interpretata da Shannon Lucio, doppiata da Perla Liberatori. 
Segretaria della Gate Corporation, si scoprirà in seguito che è un'infiltrata. La donna, infatti, lavora per Don Self per distruggere la Compagnia. Quest'ultimo la uccide sparandole allo stomaco subito dopo essere entrato in possesso di Scylla, e poi fa credere ai suoi superiori che l'omicidio è stato commesso da Lincoln.
- Christina Scofield, (stagione 4) interpretata da Kathleen Quinlan, doppiata da Lorenza Biella. 
Moglie di Aldo Burrows e madre di Michael e Lincoln. All'inizio risulta che sia morta all'età di 31 anni per un tumore. In seguito, invece, si scoprirà che è ancora viva e che lavora per la Compagnia, e che è stata la Compagnia stessa ad operarla al cervello per rimuovere il tumore, salvandola. Riuscirà ad impossessarsi temporaneamente di Scylla, il cosiddetto "libro nero" dell'organizzazione, allo scopo di venderlo per arricchirsi, ma i figli se ne riapproprieranno. Nell'ultimo episodio della quarta stagione viene uccisa da Sara Tancredi, che le spara alle spalle un istante prima che lei spari a Michael per ucciderlo.
- Emily "A&W" Blake, (stagione 5) interpretata da Marina Benedict, doppiata da Sabrina Duranti.
Si tratta di uno dei due sicari di Poseidone. Viene uccisa da T-Bag nel nono ed ultimo episodio della quinta stagione.
- Van Gogh, (stagione 5) interpretato da Steve Mouzakis, doppiato da Riccardo Scarafoni.
Si tratta di uno dei due sicari di Poseidone. Con il procedere degli eventi diventa sempre più sospettoso del fatto che il vero assassino del vice-direttore della CIA sia proprio Poseidone e non Michael. La collega Emily Blake gli spara nel nono ed ultimo episodio della quinta stagione facendolo finire all'ospedale in fin di vita.
- Omar, (stagione 5) interpretato da Akin Gazi.
Amico di Sheba. Organizza una visita ad Ogygia per Lincoln in cambio del suo passaporto americano.
- Ja, (stagione 5) interpretato da Rick Yune, doppiato da Roberto Gammino.
Uno dei compagni di cella di Michael ad Ogygia. Si tratta di un geniale hacker coreano, incarcerato per furto di identità e uso di droga. Ha con sé uno smartphone e una carta di credito.
- Sid al-Tunis, (stagione 5) interpretato da Kunal Sharma.
Uno dei compagni di cella di Michael ad Ogygia. Condannato a 20 anni per la sua omosessualità. Si tratta dell'artista che ha creato i nuovi tatuaggi di Michael, visibili sulle mani.
- Mohammed al-Tunis, (stagione 5) interpretato da Waleed Zuaiter.
Lo "sceicco della luce". Padre di Sid. Deve rendere tutto buio mentre Michael e i suoi compagni di cella tentano di evadere da Ogygia.
- Abu Ramal, (stagione 5) interpretato da Numan Acar, doppiato da Pasquale Anselmo.
Leader delle forze dell'ISIL nello Yemen. Detenuto ad Ogygia. Michael, col nome "Kaniel Outis", si trova ad Ogygia per farlo evadere, su richiesta di Poseidone. Viene ucciso in Il dilemma del prigioniero, il quarto episodio della quinta stagione.
- Cyclops, (stagione 5) interpretato da Amin El Gamal.
Simpatizzante dell'ISIL, con un solo occhio. Ha una simpatia verso Sheba e tenta di stuprarla.
- Mike Scofield, (stagioni 4-5) interpretato da Ethan Alderman (4 anni) e da Christian Michael Cooper (7 anni), doppiato da Giulio Bartolomei.
Figlio di Michael e Sara.

## Produzione

### Pianificazione della serie
L'idea originale di Prison Break, cioè quella di un uomo che decide di andare in prigione per aiutare il fratello escogitando una fuga, è stato suggerito a Paul Scheuring dal produttore Dawn Parouse. Anche se Scheuring pensava che fosse una buona idea, fu inizialmente perplesso sul motivo per cui qualcuno dovrebbe imbarcarsi in una tale missione o come avrebbe potuto svilupparsi in uno show televisivo praticabile. Si avvicinò a ciò con la storia del fratello ingiustamente accusato, e ha iniziato a lavorare sul contorno della trama e sull'elaborazione dei personaggi. Nel 2003, lanciò l'idea per la Fox Broadcasting Company, ma fu rifiutata in quanto la rete si sentiva dubbiosa circa le possibilità a lungo termine di una tale serie. Successivamente mostrò il suo progetto ad altri canali, ma fu rifiutato ugualmente in quanto sembrava più adatto per un progetto cinematografico che per una serie televisiva. Successivamente fu presa in considerazione l'idea di una possibile miniserie in 14 parti, che attirò l'interesse di Steven Spielberg, prima però della sua partenza per le riprese de La guerra dei mondi. Così, la miniserie non fu mai realizzata. Dopo l'enorme popolarità di puntate in prima serata di serie televisive come Lost e 24, la Fox decise di sostenere la produzione nel 2004. L'episodio pilota fu girato un anno dopo che Scheuring finì di scrivere la sceneggiatura.

### Location
La maggior parte della prima stagione è stata filmata nella Joliet Prison, Illinois. Dopo essere stata chiusa nel 2002, la prigione è diventata il set di Prison Break (2005) ed è stata ribattezzata "Fox River Penitentiary". Si tratta della stessa prigione della scena iniziale del film The Blues Brothers
Le scene nella cella di Lincoln, nell'infermeria e nel cortile sono state girate nello stesso penitenziario. Le celle dove venivano incarcerati i prigionieri "normali" sono state costruite specificamente. La struttura si sviluppava su tre livelli, mentre la vera Joliet Prison ne presentava solo due ed era molto più piccola. Le scene in esterno sono state girate a Chicago, Woodstock e Joliet, nell'Illinois. Altre location includono l'O'Hare International Airport di Chicago e Toronto in Canada.
Sono stati spesi 2 milioni di dollari per episodio nello stato dell'Illinois, per un costo totale di 24 milioni di dollari nel 2005.
Le riprese della seconda stagione sono iniziate il 15 giugno 2006, a Dallas nel Texas. Molte delle location sono state usate per rappresentare varie cittadine americane. Gli ultimi tre episodi della seconda stagione sono stati girati a Pensacola (Florida) per rappresentare Panama. Ogni singolo episodio ha richiesto otto giorni di riprese e, approssimativamente, 1,4 milioni di dollari sono stati versati per ogni episodio.
La terza stagione è stata girata a Dallas e ha avuto un budget di 3 milioni di dollari per episodio. Molte delle scene esterne sono state girate a Casco Viejo, un quartiere di Panama. Le riprese per la quarta stagione sono state effettuate principalmente a Los Angeles.

### Tatuaggi
I tatuaggi di Michael Scofield giocano un ruolo importante nelle prime due stagioni, contenenti i dettagli più fini del piano di fuga. Sono mostrati scarsamente nella terza stagione, e dalla quarta sono stati rimossi per aiutare a nascondere la sua identità. Scofield ha creato 24 disegni specifici degli elementi più importanti del suo piano di fuga in modo da formare un unico tatuaggio che coprisse tutta la metà superiore del suo corpo. Le bozze dei 24 disegni sono stati trovati sul disco rigido di Michael, che è stato recuperato nella seconda stagione dall'agente Mahone. Progettato da Tom Berg e creato da Tinsley Transfers, ci sono volute cinque ore per applicare il tatuaggio sull'attore. Quando l'intero tatuaggio non ha bisogno di essere mostrato, nelle scene in cui l'attore indossa una T-shirt, per esempio, vengono applicati solo i pezzi dell'avambraccio.

### Musiche
La colonna sonora di Prison Break e le musiche di scena di ogni episodio sono state composte da Ramin Djawadi.

### La quinta stagione
Nel mese di agosto 2015 i dirigenti della Fox Gary Newman e Dana Walden hanno annunciato di aver ordinato la produzione di una miniserie sequel da dieci episodi la cui messa in onda era prevista per la stagione televisiva 2016-2017. Entrambi gli attori protagonisti Wentworth Miller e Dominic Purcell sarebbero tornati ad interpretare i personaggi di Michael Scofield e Lincoln Burrows. Essendo Michael morto in The Final Break, sarebbe stata fornita «una spiegazione molto logica e credibile» per giustificare il fatto che fosse ancora vivo. Nel mese di marzo 2016 è stato ufficializzato anche il ritorno di Sarah Wayne Callies, nel ruolo della Dottoressa Sara Tancredi, e degli altri storici personaggi; è stato inoltre comunicato che, visti i tempi ristretti per effettuare le riprese (quasi tutti gli attori erano già impegnati nelle riprese di altre serie televisive), due episodi sarebbero stati fusi in uno solo e quindi in totale sarebbero stati nove invece di dieci, e che le riprese sarebbero iniziate il 7 aprile a Vancouver (Canada). Il 16 maggio la Fox ha pubblicato il primo trailer ufficiale: compaiono i personaggi già confermati e anche Benjamin Miles "C-Note" Franklin e Theodore "T-Bag" Bagwell, altri due degli otto evasi della prima stagione.
L'11 gennaio 2017 è stato annunciato che questa nuova stagione sarebbe andata in onda a partire dal 4 aprile 2017. Oltre a tale annuncio la Fox ha pubblicato il secondo trailer ufficiale, intitolato "Michael Is Alive" e che attraverso tre fonti, YouTube, Facebook e Twitter, in appena 24 ore ha ottenuto il record di oltre 42 milioni di visualizzazioni, diventando quindi il trailer della Fox più visto fino a quel momento.
Il 31 luglio è stato pubblicato il primo teaser trailer ufficiale in italiano, che ha annunciato che in Italia la nuova stagione sarebbe andata in onda su Fox dall'11 settembre.

### La sesta stagione
Il 15 maggio 2017 i dirigenti della Fox Gary Newman e Dana Walden hanno tenuto una conferenza stampa per comunicare quali fossero le intenzioni relative al futuro di questa serie televisiva, ossia se si sarebbe conclusa definitivamente il 30 maggio con la messa in onda del nono ed ultimo episodio ("Behind the Eyes") oppure se sarebbe stata prodotta una sesta stagione. Entrambi i dirigenti hanno fatto sapere che, sebbene non esistesse ancora alcun piano per la produzione di ulteriori episodi, sia essi che i produttori, a cominciare dal creatore Paul Scheuring, sarebbero stati seriamente intenzionati a far proseguire la serie se si fosse trovata qualche ulteriore idea interessante da raccontare. In contemporanea il co-ideatore Vaun Wilmott ha dichiarato: «Se la trama giusta arriva, sono sicuro che il gruppo tornerebbe per farlo nuovamente».
Il 13 dicembre 2017 il co-protagonista della serie Dominic Purcell ha annunciato via Instagram che i lavori per arrivare alla sua produzione sono già iniziati. La conferma ufficiale della sua produzione è stata data il 4 gennaio 2018 da parte di Michael Thorn, presidente della divisione Entertainment della Fox, nel corso della conferenza stampa invernale della Television Critics Association. Thorn ha anche precisato: «È in una fase molto precoce dello sviluppo, ma ne siamo molto entusiasti».
Il protagonista Wentworth Miller, dopo aver fatto coming out nel 2013, l'8 novembre 2020 pubblica un post sul suo profilo Instagram in cui dichiara che non farà più parte del cast della serie, poiché deciso a non interpretare più ruoli di personaggi eterosessuali.
Di recente nel web circolano voci sulla possibilità che venga prodotto un reboot della serie, che coinvolgerà anche alcuni attori già presenti nella serie originale.

## Accoglienza e premi
La prima stagione della serie è stata accolta positivamente sia dal pubblico che dalla critica. Sul sito IMDb la serie ha una media di punteggio di 8.9 per episodio, inoltre gran parte dei critici ha lodato la serie per la costante tensione presente negli episodi. Anche la seconda stagione della serie ha ricevuto diversi consensi. La terza stagione invece, è stata criticata per il tentativo da parte degli autori di costruire una sceneggiatura simile a quella della prima, senza successo. La quarta e la quinta stagione sono state accolte tiepidamente dalla maggioranza. La serie è stata comunque candidata a diversi premi, uno dei quali è stato anche vinto.
| Stagione       | Responso della critica | Responso della critica |
| Stagione       | Rotten Tomatoes        | Metacritic             |
| -------------- | ---------------------- | ---------------------- |
| Prima          | 78% (31 recensioni)    | 65/100                 |
| Seconda        | 71% (14 recensioni)    |                        |
| Terza          | 50% (12 recensioni)    |                        |
| Quarta         | 50% (10 recensioni)    | 61/100                 |
| Quinta         | 56% (33 recensioni)    | 48/100                 |
| Giudizio medio | 60%                    | 59 su 100              |

### Premi vinti
2006 People's Choice Award
- Favorite New TV Drama

### Nomination
2006 Golden Globe
- Best Drama Television Series
- Best Performance by an Actor in a Drama Television Series - Wentworth Miller

2006 Eddie Award
- Best Edited One-Hour Series for Commercial Television - Mark Helfrich (per l'episodio pilota)

2006 Saturn Award
- Best Actor on Television - Wentworth Miller
- Best Network Television Series

2006 Television Critics Association award
- Best New Drama Series

2006 Primetime Emmy award
- Outstanding Main Title Theme Music - Ramin Djawadi

## Trasmissione internazionale
Prison Break è una serie televisiva molto popolare a livello globale e il numero di nazioni in cui è trasmessa è molto vasto.
Qui di seguito sono riportate le trasmissioni di Prison Break nel mondo.
| Nazione        | Canale televisivo               | Inizio trasmissione | Titolo alternativo                                            |
| -------------- | ------------------------------- | ------------------- | ------------------------------------------------------------- |
| Albania        | Stinet                          |                     |                                                               |
| Arabia Saudita | MBC Action                      | marzo 2007          | الهروب الكبير ("La grande fuga")                              |
| Argentina      | Fox                             | ----                |                                                               |
| Australia      | Seven Network                   | 1º febbraio 2006    |                                                               |
| Belgio         | Kanaal Twee, Be TV              | 10 settembre 2006   |                                                               |
| Brasile        | Fox                             | ----                |                                                               |
| Bulgaria       | Nova Television                 | 20 ottobre 2006     | Бягство от затвора ("Evasione")                               |
| Canada         | Global                          | 29 agosto 2005      | Prison Break                                                  |
| Cile           | Fox                             | ----                |                                                               |
| Croazia        | RTL Televizija                  | 4 settembre 2006    | Zakon braće ("La legge dei fratelli")                         |
| Danimarca      | TV3                             | 19 marzo 2006       |                                                               |
| Estonia        | TV3                             | 8 settembre 2006    | Põgenemine ("Evasione")                                       |
| Figi           | Fiji One                        | 21 febbraio 2006    |                                                               |
| Filippine      | Crime/Suspense                  | 21 febbraio 2006    |                                                               |
| Finlandia      | MTV3                            | 12 settembre 2006   | Pako ("Evasione")                                             |
| Francia        | M6                              | 31 agosto 2006      | Grande évasion ("La grande evasione")                         |
| Germania       | RTL                             | 21 giugno 2007      |                                                               |
| Giappone       | Nippon Television               | 6 ottobre 2006      |                                                               |
| Hong Kong      | TVB Pearl                       | 5 settembre 2006    | 逃 ("Evasione")                                               |
| Indonesia      | Antv                            | 7 aprile 2006       |                                                               |
| Irlanda        | RTÉ Two                         | 20 giugno 2006      |                                                               |
| Islanda        | Stöð 2                          | ----                |                                                               |
| Israele        | yesSTARS                        | 8 marzo 2006        |                                                               |
| Italia         | Italia 1 (st. 1-4); Fox (st. 5) | 18 maggio 2006      |                                                               |
| Korea          | Catch On                        | 17 luglio 2006      |                                                               |
| Lituania       | TV3                             | 5 settembre 2006    | Kalėjimo bėgliai ("Gli evasori")                              |
| Malaysia       | 8TV                             | 10 aprile 2006      |                                                               |
| Messico        | Televisa                        | luglio 2006         | Prison Break: En busca de la verdad ("In cerca della verità") |
| Norvegia       | TV3                             | 5 gennaio 2006      |                                                               |
| Nuova Zelanda  | TV3                             | 21 giugno 2006      |                                                               |
| Paesi Bassi    | RTL 5                           | 16 marzo 2006       |                                                               |
| Panama         | Fox                             | ----                |                                                               |
| Perù           | America Television              | 20 agosto 2006      |                                                               |
| Portogallo     | FOX                             | 4 novembre 2006     |                                                               |
| Russia e CSI   | Ren-TV                          | 10 settembre 2006   |                                                               |
| Regno Unito    | Five                            | 23 gennaio 2006     |                                                               |
| Singapore      | MediaCorp TV Channel 5          | 21 settembre 2006   |                                                               |
| Slovenia       | POP TV                          | 28 ottobre 2006     | Beg iz zapora ("Evasione")                                    |
| Spagna         | La Sexta                        | 21 settembre 2006   |                                                               |
| Stati Uniti    | Fox                             | 29 agosto 2005      |                                                               |
| Sudafrica      | M-Net                           | 17 gennaio 2006     |                                                               |
| Svezia         | TV3                             | 1º gennaio 2006     |                                                               |
| Svizzera       | TSR1                            | 21 agosto 2006      |                                                               |
| Thailandia     | United Broadcasting Corporation | 26 marzo 2006       |                                                               |
| Turchia        | CNBC-e                          | 2 marzo 2006        |                                                               |
| Ungheria       | RTL Klub                        | 23 agosto 2006      | A szökés ("L'evasione")                                       |
| Polonia        | Polsat                          | 28 gennaio 2007     | Skazany na Śmierć ("Condannato a morte")                      |
| Romania        | Pro TV                          | 10 settembre 2007   |                                                               |

## DVD
- Stagione 1 - Contenuti speciali: Commento audio dell'episodio Amore fraterno; Scene tagliate; Il making of di Prison Break; Se i muri potessero parlare: descrizione del Joliet Correctional Center; Oltre l'inchiostro; Realizzazione di una scena di Prison Break; Spot tv.
- Stagione 2 - Contenuti speciali: Commento audio di undici episodi; Riscoperta di una serie; Girare a Dallas, America; Tema di Prison Break: Mix "Evasivo" di Ferry Corseten; Episodio 1, Stagione 6 della serie 24.
- Stagione 3 - Contenuti speciali: Making of di Uomo contro uomo; Featurette: La Fuga; Ciak del regista; Tra i ciak.
- Stagione 4 - Contenuti speciali: Commento audio di dieci episodi; Versione estesa dell'episodio La scelta finale; Fade Out: Episodio finale; Il piano, l'esecuzione, la pallottola; Il mondo del regista.
- The Final Break - Contenuti speciali: Scene eliminate.

Oltre ai classici formati di "un cofanetto = una stagione", sono stati realizzati anche: prima stagione parte uno, prima stagione parte due, seconda stagione parte uno, seconda stagione parte due, prima stagione + seconda stagione, prima stagione + seconda stagione + terza stagione e "monster box" (serie completa in 23 DVD).
La prima stagione e The Final Break sono stati distribuiti anche in versione Blu-ray.

## Curiosità
- Nella prima stagione, Scofield nasconde nella Bibbia la vite che aveva tolto dalla panca, proprio come aveva fatto Andy Dufresne con il martello da roccia nel film Le ali della libertà.
- Negli anni '80 l'attore Stacy Keach (Henry Pope) fu lui stesso incarcerato per alcuni mesi, per possesso di cocaina. Per interpretare Pope, Keach si è ispirato al Guardiano della prigione[16].
- La storia di D.B. Cooper si ispira ad un episodio realmente accaduto nel 1971, quando un uomo dirottò un aereo, estorse 200.000 dollari, paracadutandosi poi con circa 10 chili di biglietti da 20 dollari addosso, e non fu mai trovato.
- Il 26 marzo 2010 è uscito il videogioco intitolato Prison Break: The Conspiracy per PlayStation 3, Xbox 360 e PC.
- Il carcere di Fox River non esiste. Le riprese sono avvenute nell'ex-prigione di Stato Joliet Prison, chiusa da diversi anni. La stessa prigione appare nella scena iniziale del film The Blues Brothers, e viene utilizzata anche nel film Il castello interpretato da Robert Redford e James Gandolfini.
- Il ruolo del fratello del vicepresidente (poi presidente) Reynolds, Terrence Steadman, è interpretato nella prima stagione da John Billingsley e nella seconda stagione da Jeff Perry. Tuttavia nella serie tv viene spiegato che Steadman ha dovuto alterare il suo viso con delle operazioni chirurgiche per rendersi meno riconoscibile il che spiega la diversità del suo viso tra la prima e la seconda stagione.
- L'attore Lane Garrison, che nella serie interpreta David "Tweener" Apolskis, fu incarcerato per omicidio colposo nel 2007. Uscì di prigione il 29 aprile 2009 per buona condotta.
- La cella di Lincoln è la stessa nella quale fu incarcerato John Wayne Gacy[17]; per questo motivo quasi tutto il cast si è rifiutato di entrare in quella cella, sostenendo che fosse "posseduta".
- Nell'episodio 18 della seconda stagione ("La Prova") Sara Tancredi si reca dinnanzi alla tomba del padre. Per pochi istanti si può notare che la data di nascita di Frank Tancredi scolpita sulla lastra (7 marzo 1945) coincide con quella reale dell'attore che lo interpreta, John Heard, differendo solo di un anno esatto.
- Nel corso delle stagioni 3 e 4 si notano errori di montaggio e di trama. Uno di questi riguarda la data di nascita di Michael: Lincoln, parlando con Mahone di una vecchia fotografia lasciata da sua madre, afferma che Michael è nato nel 1976, ma nell'ultimo episodio della quarta stagione sulla lapide che appare nell'ultima inquadratura c'è scritto 1974.
- Wentworth Miller fu ingaggiato nel 2014 per il ruolo di Capitan Cold in The Flash, e chiese poi alla produzione di chiamare Dominic Purcell per il ruolo di Heat Wave, che è un vecchio amico di Cold; Miller e Purcell furono entusiasti di lavorare di nuovo insieme; Ne viene fuori un piccolo easter-egg nella puntata 1x10 della serie, in cui Heat Wave, parlando con Captain Cold, recita in lingua "dotting the i's, crossing the t's", frase detta da Wentworth Miller nei panni di Micheal Scofield nella prima puntata di Prison Break. Per una strana coincidenza, i due vengono arrestati ma evadono con l'aiuto della sorella di Cold, Golden Glider. In seguito i due protagonisti sono nuovamente partners nella nuova serie del 2016 Legends of Tomorrow. Nel quinto episodio, mentre Purcell (Heatwave) è prigioniero in un gulag russo, Miller (Captain Cold) rassicura il resto del team - che sta pianificando l'evasione - con la battuta in lingua "It's not my first prison break".
- Durante la quarta stagione Michael e il suo team utilizzano un portatile MacBook Pro che è stato lanciato dalla Apple nel gennaio 2006 ma nel finale di stagione scopriamo dalla lapide che Michael è morto nell'aprile 2005.
- In un episodio della terza stagione si può notare un errore di montaggio. Manca infatti sulla schiena di Michael, la parte di tatuaggio eliminata da una bruciatura nella prima stagione.
- In un episodio della quarta stagione, si nota un cambio di colore della canotta di Sara Tancredi, mentre va in cucina dopo aver promesso a Mahone che sarebbe rimasta ad aspettarlo lì (nella casa della sua amica a Miami).
- In un episodio della quarta stagione quando Michael spiega a Sara il significato di Scylla, su un foglio vediamo apparire la scritta "Scylla" con le lettere disegnate tra riquadri. Qualche fotogramma dopo vediamo lo stesso foglio con le lettere scritte in modo diverso e all'interno di cerchi.
- Nella puntata finale della stagione 4 nella lapide di Michael l'anno di morte è 2005, mentre nella prima puntata della stagione 5 l'anno è il 2010.
- Durante le battute finali della nona (e ultima) puntata della stagione 5, quando Poseidone viene incarcerato a Fox River, si può notare che le riprese delle celle degli altri detenuti sono prese direttamente dalla prima stagione, e in un fotogramma si riesce a distinguere chiaramente la figura di John Abruzzi, intento a parlare con il suo compagno di cella Fiorello.
- La quinta stagione è interamente ispirata all'Odissea: il carcere nel quale è detenuto Michael nello Yemen è Ogygia, in riferimento all'isola dalla quale inizia l'avventura di Odisseo. L'alias usato in quest'ultimo periodo è Outis, ovvero Nessuno, stesso nome usato da Odisseo per confondere Ciclope. L'alias di Jacob Ness, d'altro canto, è Poseidone, colui che rende impossibile il ritorno di Odisseo nella sua Itaca che, naturalmente, è la città in cui risiede Sara (Ithaca). Altri riferimenti, se pur minimi, riguardano alcune citazioni presenti negli indizi di Michael, la città di Phaecia in cui stazionano dopo aver attraversato il deserto, e la presenza del personaggio Ciclope.